# Nadiža, Tamar
Nadiža je gorski potok, ki izvira ob vzhodnem vznožju Zadnje Ponce nad dolino Tamar v Julijskih Alpah. Nahaja se v bližini planinskega Doma v Tamarju. Nadiža izvira iz skalne stene in se tik za izvirom spušča v 10 m visok drseči slap. Ob izviru je tudi urejeno vodno zajetje komunale Kranjska gora. Potok je dolg približno 300 metrov, saj v dolini kmalu ponikne v grušč. Vode Nadiže ponovno privrejo na dan v Zelencih, izviru Save Dolinke. S tem potok velja za prvi izvir najdaljše slovenske reke, Save (oziroma njenega zgornjega dela, Save Dolinke).
- Pogled na Tamar iznad slapu
- Izvir potoka
- Slap takoj pod izvirom